# Trophée Collier
Le trophée Collier (jusqu'en 1922 trophée de l'Aero Club of America) est un prix décerné une fois par an à celui qui dans l'année écoulée et en Amérique est à l'origine de progrès particulièrement marquants dans le domaine du vol aérien et spatial. Le prix a été créé en 1910 par Robert J. Collier, propriétaire du magazine Collier's Weekly et président de l'Aero Club of America et décerné pour la première fois en 1911. Le trophée qui pèse 210 kg est exposé au National Air and Space Museum.

## Lauréats
- 1911 : Glenn H. Curtiss pour le développement de l'hydro-aéroplane
- 1912 : Glenn H. Curtiss pour le développement de l'hydravion mono-flotteur et le développement des hydravions
- 1913 : Orville Wright pour le développement du Wright Model E
- 1914 : Elmer A. Sperry pour le contrôle gyroscopique
- 1915 : William Starling Burgess
- 1916 : Elmer A. Sperry
- 1917-1920 : Aucun lauréat du fait de la Première Guerre mondiale
- 1921 : Grover Loening pour la réalisation du Loening Flying Yacht[1]
- 1922 : United States Air Mail Service, pour le développement du premier service postal aérien transcontinental
- 1923 : United States Air Mail Service, pour le développement du premier service postal aérien transcontinental avec vol de nuit
- 1924 : U.S. Army Air Service pour le premier vol autour du monde
- 1925 : Sylvanus Albert Reed pour la réalisation de la première hélice métallique[2]
- 1926 : Major Edward L. Hoffman
- 1927 : Charles L. Lawrance
- 1928 : La branche aéronautique du Département du Commerce (Aeronautics Branch, Dept. of Commerce)
- 1929 : Fred Weick pour la conception du refroidissement NACA

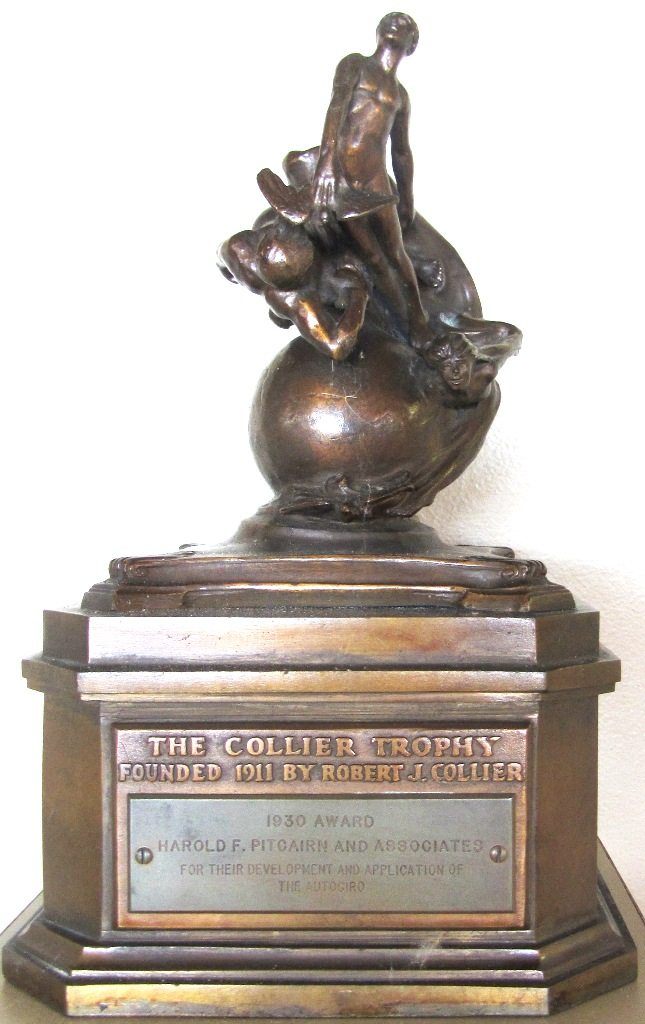
Le trophée Collier de 1930 décerné à l'inventeur de l'autogire

- 1930 : Harold Frederick Pitcairn pour le développement de l'autogire
- 1931 : Packard Motor Car Company pour le développement du moteur diesel pour avion
- 1932 : Glenn L. Martin pour la conception du bombardier Martin B-10
- 1933 : Frank W. Caldwell d'Hamilton Standard pour le développement de l'hélice contrôlée par un système hydraulique
- 1934 : Capitaine A. F. Hegenberger de l'U.S. Army Air Corps pour le développement réussi d'un système d'atterrissage en aveugle
- 1935 : Donald W. Douglas et ses équipes techniques et de production pour la compréhension de l'avion de transport bimoteur
- 1936 : Pan American Airways pour avoir développé la première ligne régulière transpacifique
- 1937 : Army Air Corps pour la conception et le développement du Lockheed XC-35
- 1938 : Howard Hughes et ses associés pour leur tour du monde en 91 heures et 14 minutes
- 1939 : Les lignes aériennes des États-Unis
- 1940 : Dr. Sanford A. Moss et l'Army Air Corps
- 1941 : L'Army Air Forces et les lignes aériennes des États-Unis
- 1942 : Général Henry Harley Arnold, United States Army
- 1943 : Capitaine Luis De Florez, réserve de l'United States Navy
- 1944 : Général Carl A. Spaatz, A.A.F.
- 1945 : Luis W. Alvarez pour la conception du Contrôle d'approche
- 1946 : Lewis A. Rodert
- 1947 : 3 lauréats cette année là :
  - Lawrence Bell président de Bell Aircraft Corporation
  - Chuck Yeager pilote du Bell X-1 qui a le premier franchi le mur du son
  - John Stack, Research scientist, NACA
- 1948 : The Radio Technical Commission pour l'aéronautique
- 1949 : William P. Lear
- 1950 : 3 lauréats pour le développement et l'utilisation d'hélicoptères pour le secours en mer :
  - Les fabricants d'hélicoptères
  - Département de la Défense des États-Unis
  - United States Coast Guard
- 1951 : John Stack du National Advisory Committee for Aeronautics
- 1952 : Leonard S. Hobbs d'United Aircraft, pour le turboréacteur Pratt & Whitney J57
- 1953 : 2 lauréats cette année là :
  - James Howard Kindelberger de North American Aviation pour le North American F-100 Super Sabre
  - Ed Heinemann de Douglas Aircraft Company pour le Douglas F4D Skyray
- 1954 : Richard T. Whitcomb pour sa découverte de la loi des aires, une méthode permettant de développer un avion supersonique
- 1955 : William McPherson Allen de Boeing et Nathan F. Twining de l'United States Air Force pour le développement, la production et l'utilisation du Boeing B-52 Stratofortress
- 1956 : Charles J. McCarthy de Vought et James Sargent Russell du Bureau of Aeronautics pour le Vought F-8 Crusader
- 1957 : Edward Peck Curtis
- 1958 : Clarence "Kelly" Johnson de Lockheed Skunk Works,  Gerhard Neumann et Neil Burgess de General Electric pour le développement du Lockheed F-104 Starfighter (1958) et ses moteurs J79
- 1959 : l'United States Air Force, Convair division de General Dynamics, and TRW for the development of the missile Atlas
- 1960 : William F. Raborn pour le missile Polaris
- 1961 : Scott Crossfield, Joseph Albert Walker, Robert Michael White et Forrest S. Petersen pilotes d'essai du X-15
- 1962 : Mercury Seven
- 1963 : Clarence "Kelly" Johnson pour son rôle dans le développement du SR-71 Blackbird dans la division Skunk Works de Lockheed
- 1964 : Curtis LeMay
- 1965 : James E. Webb and Hugh L. Dryden pour le programme Gemini
- 1966 : James Smith McDonnell en particulier pour le McDonnell Douglas F-4 Phantom II et le programme Gemini
- 1967 : Lawrence A. Hyland de Hughes Aircraft pour le Programme Surveyor
- 1968 : l'équipage d'Apollo 8
- 1969 : l'équipage d'Apollo 11
- 1970 : Boeing pour la réalisation du Boeing 747
- 1971 : l'équipage d'Apollo 15
- 1972 : la Seventh Air Force and 8th Air Force et la Task Force 77 pour l'opération Linebacker II
- 1973 : William C. Schneider et les équipages de Skylab
- 1974 :
- 1975 : David S. Lewis, Jr. de General Dynamics et l'équipe industrielle ayant développé le F-16
- 1976 :
- 1977 :
- 1978 : Sam B. Williams pour le développement du plus petit turboréacteur à haute efficacité
- 1979 :
- 1980 :
- 1981 :
- 1982 :
- 1983 :
- 1984 :
- 1985 : Russell W Meyer et Cessna pour le développement du Citation
- 1986 : Dick Rutan, Jeana Yeager, Burt Rutan pour le développement du Rutan Voyager
- 1987 :
- 1988 :
- 1989 : Ben Rich en tant que responsable de la division  Skunk Works de Lockheed ayant développé le F-117
- 1990 : L'équipe ayant développé le Boeing-Bell V-22 Osprey [3]
- 1991 : La Northrop Corporation, et United States Air Force pour le développement du  Northrop B-2 Spirit
- 1992 : Naval Research Laboratory, US Air Force, Aerospace Corporation, Rockwell International, et IBM pour la réalisation du système de positionnement par satellite GPS
- 1993 : L'équipe de récupération du télescope spatial Hubble
- 1994 : McDonnell Douglas pour la réalisation du C-17 Globemaster III
- 1995 : Boeing pour la réalisation du Boeing 777
- 1996 : Cessna Aircraft Company pour le développement du Cessna Citation X
- 1997 :
- 1998 :
- 1999 :
- 2000 : Northrop Grumman, Rolls-Royce, Raytheon, L-3 Communications, United States Air Force et DARPA pour la réalisation de l'avion de surveillance sans pilote Global Hawk
- 2001 : Lockheed Martin, Rolls-Royce, Pratt & Whitney, BAE Systems, Northrop Grumman pour la conception du système de propulsion LiftFan Propulsion System [4],[5]
- 2002 : Sikorsky Aircraft Corporation pour le S-92 Team
- 2003 : Gulfstream Aerospace pour le développement du Gulfstream G550
- 2004 : Burt Rutan et son SpaceShipOne
- 2005 : Eclipse Aviation pour ses innovations dans le domaine de l'aviation légère en particulier avec l'Eclipse 500
- 2006 : L'équipe de développement du F-22 Raptor
- 2007 : Diverses institutions privées et publiques ayant travaillé sur le système de surveillance automatique ADS-B
- 2008 : L'équipe chargée de la sécurité de l'aviation commerciale
- 2009 : L'équipage de la Station spatiale internationale
- 2010 : Sikorsky Aircraft Corp. pour la réalisation du démonstrateur Sikorsky X2
- 2011 : La société Boeing pour la réalisation du Boeing 787 Dreamliner
- 2012 :
- 2013 :
- 2014 :
- 2015 :
- 2016 :
- 2017 :
- 2018 :
- 2019 :
- 2020 : Garmin pour la réalisation de l'autoland d'urgence permettant à un avion de se poser de façon autonome[6]
- 2021 :
- 2022 :
- 2023 :
- 2024 :